# Josep Gumbau
Josep Gumbau fou un futbolista català de les dècades de 1910 i 1920. Es desconeix la data de naixement i defunció.
La seva posició al camp solia ser la d'interior dret, tot i que de vegades també havia jugat de davanter centre. Començà a destacar al FC Martinenc l'any 1916. La temporada 1917-18 defensà els colors del FC Barcelona, en què jugà 35 partits i marcà 19 gols, retornant novament al Martinenc la temporada següent. L'any 1921 passà a les files del CE Júpiter, on jugà fins a 1924. També jugà amb la selecció de Catalunya l'any 1917, participant en la Copa Príncep d'Astúries.